# Leokadija Diržinskaitė-Piliušenko
Leokadija Diržinskaitė-Piliušenko, född 1921, död 2008, var en litauisk politiker (kommunist). Hon var utrikesminister 1961-1976. Hon var den första kvinnliga ministern i Litauen. 